# Vinzenz Baier
Vinzenz Baier (11. dubna 1881 Žacléř – 1. října 1955) byl architekt a profesor na Německé vysoké škole technické v Brně.

## Život
Maturoval na reálce v Trutnově, kde studoval od roku 1892 do roku 1899. V letech 1899 až 1905 studoval architekturu na Technické univerzitě ve Vídvi, kde byl žákem Karla Königa.
Byl profesorem na Státní obchodní škole v Innsbrucku, na které byl v letech 1906 až 1909 jejím ředitelem. V roce 1915 přešel na Německou vysokou školu technickou v Brně, na které byl od roku 1921 do roku 1944 profesorem architektury; V letech 1918 az 1920 a v roce 1930 byl na této škole děkanem a v roce 1923 prorektorem. V letech 1936 až 1938 byl také kurátorem Státního památkového úřadu v Brně pro Mikulovsko.

## Projekty (výběr)
- Kostel sv. Petra a Pavla v Poříčí, místní části města Trutnov[2]
- Projekt rozšíření farního kostela v Rosicích.
- Pavilon Werkbund na Brněnském výstavišti.[3]